# Garrett Systems
Garrett Systems è un'importante azienda statunitense che opera in campo industriale, come produttrice di turbocompressori.
Dal 1999 fa parte della multinazionale Honeywell, per la quale sviluppa tecnologie riguardo macchine operatrici e macchine motrici.
Al pari delle altre due grandi aziende del settore, IHI Group e AG Kühnle, Kopp & Kausch, è nota essenzialmente per le applicazioni in campo automobilistico, ma va segnalato che in passato, soprattutto agli albori della sua storia, realizzava soluzioni valide anche per impieghi aeronautici.
Tuttavia il suo nome rimane legato alle automobili.
Infatti Garrett è uno dei principali fornitori mondiali di turbocompressori per motori endotermici alternativi.
I principali clienti dell'azienda statunitense sono: Audi, BMW, Mercedes-Benz, Ford, Stellantis, Renault e Gruppo Volkswagen.
Tra l'altro ha partecipato con successo a numerose competizioni, come la Formula 1, Formula CART, Campionato mondiale rally e la 24 ore di Le Mans.
È notizia sui giornali statunitensi che nel mese di settembre dell'anno 2020, a causa della COVID-19 che ne ha minato la situazione economica e ancor prima della causa legale con Honeywell che ne aveva già parecchio indebolito la situazione finanziaria, la società avrebbe chiesto il Chapter 11.